# Mall of Sofia
Le Mall of Sofia est un centre commercial dans le centre de Sofia, la capitale de la Bulgarie. Il a été inauguré le 9 juin 2006 et est situé à l'intersection du boulevard Aleksandar Stamboliyski et de la rue Opalchenska au centre-ville. Une partie du complexe est composée de la Sofia Tower, un immeuble de bureaux situé juste au-dessus du centre commercial de Sofia.

## Histoire
Avec son ouverture le 9 juin 2006, le Mall of Sofia a été l'un des premiers centres commerciaux modernes de Bulgarie et est situé en plein cœur de la capitale Sofia.
Le Groupe GTC est à l'avant-garde du secteur de l'immobilier commercial en Europe centrale, de l'Est et du Sud depuis 1994. Le groupe possède 43 immeubles commerciaux avec des surfaces combinées de bureaux et de commerces de plus de 703 000 m².
Le groupe GTC a acquis le Mall of Sofia en juin 2018.

## Description
Le centre commercial a une hauteur de quatre étages et totalise 70 000 m2 de surface bâtie, dont 35 000 m2 appartiennent au secteur commercial et de divertissement et 10 000 m2 sont des bureaux, tandis que le parking souterrain occupe 22 000 m2. Le reste de 8 000 m2 est occupé par des espaces de service et communs.
Le complexe a été construit d'après un projet de MooreSpeakman International et compte 130 magasins, un supermarché, des pharmacies, un salon de beauté, un cybercafé et la location de DVD et de vidéos, entre autres. Le centre commercial de Sofia propose également un certain nombre de restaurants et de cafés tels que McDonald's, KFC et Subway, ainsi que Cinema City, un cinéma multiplexe de treize salles équipées comprenant également le premier cinéma 3D IMAX d'Europe du Sud-Est, M-Tel IMAX.
Parmi les investisseurs du projet figurent GE Commercial Finance Real Estate, Cinema City International, Aviv Construction and Public Works et Quinlan Private. Colliers International a agi en tant qu'agent de location exclusif du projet.